# Congregazione sopra la correzione dei libri della Chiesa orientale
La  Congregazione sopra la correzione dei libri della Chiesa orientale, in latino Congregatio super correctione librorum Ecclesiae orientalis, era un organismo della Curia romana, oggi soppresso.

## Storia
La Congregazione sopra la correzione dei libri della Chiesa orientale venne istituita da papa Clemente XI nel 1719 sul modello di un'antica congregazione temporanea, la congregatio super correctione Euchologii Graecorum, creata da papa Urbano VIII nel 1636 e soppressa nel 1645; questa istituzione era nata,  su pressione del re Filippo IV di Spagna, per la correzione degli eucològi fatti stampare dalla numerosa comunità greca presente all'epoca in Sicilia e in Calabria. Clemente XI volle una nuova Congregazione, indipendente da Propaganda Fide, per la revisione dei libri liturgici delle Chiese orientali in comunione con la Santa Sede.
Rivitalizzata da papa Benedetto XIV, la Congregazione arrivò nel 1756 alla pubblicazione della versione autorizzata dell'eucologio greco, con la bolla Ex quo primum del 1º marzo 1756. La Congregazione non fu più attiva fino agli inizi dell'Ottocento, quando venne ristabilita sotto l'autorità del cardinale Lorenzo Litta il 30 giugno 1816.
La Congregazione cessa di esistere con la riforma voluta da papa Pio IX con la costituzione apostolica Romani Pontefices del 6 gennaio 1862, con la quale il pontefice istituì la congregatio pro negotiis ritus orientalis all'interno della Congregazione di Propaganda Fide, a cui affidò le competenze della soppressa Congregazione.

## Elenco dei prefetti
- Cardinale Lodovico Pico della Mirandola (1º gennaio 1722 - 10 agosto 1743 deceduto)
- Cardinale Fortunato Tamburini, O.S.B.Cas. (23 settembre 1743 - 9 agosto 1761 deceduto)
- Cardinale Nicolò Maria Antonelli (9 agosto 1761 - 25 settembre 1767 deceduto)
- Cardinale Giovanni Carlo Boschi (25 settembre 1767 - 6 settembre 1788 deceduto)

Vacante (1788-1792)
- Cardinale Leonardo Antonelli (1º gennaio 1792 - 23 gennaio 1811 deceduto)
- Cardinale Lorenzo Litta (23 gennaio 1811 - 24 settembre 1818 nominato Vicario generale di Sua Santità per la Diocesi di Roma e prefetto della Congregazione per la Residenza dei Vescovi)
- Cardinale Francesco Fontana, B. (24 settembre 1818 - 19 marzo 1822 deceduto)
  - Cardinale Ercole Consalvi (23 marzo 1822 - 13 gennaio 1824 nominato prefetto) (pro-prefetto)
- Cardinale Ercole Consalvi (13 gennaio - 24 gennaio 1824 deceduto)
  - Cardinale Giulio Maria della Somaglia (23 gennaio 1824 - 1º ottobre 1826 nominato Archivista e Bibliotecario di Santa Romana Chiesa) (pro-prefetto)
- Cardinale Bartolomeo Pacca (1º ottobre 1826 - 19 aprile 1844 deceduto)
- Cardinale Giuseppe Gasparo Mezzofanti (28 aprile 1844 - 21 settembre 1848 dimesso)
- Cardinale Angelo Mai (21 settembre 1848 - 9 settembre 1854 deceduto)

Vacante (1854-1859)
- Cardinale Karl August von Reisach (14 maggio 1859 - 6 gennaio 1862 congregazione soppressa)

## Fonti
- Gaetano Moroni, Dizionario di erudizione storico-ecclesiastica, vol. XVI, Venezia 1842, p. 185-186
- (FR) Philippe Boutry, Souverain et Pontife: recherches prosopographiques sur la Curie romaine à l'âge de la Restauration (1814-1846), Roma, École française de Rome, 2002,  pp. 119-125, ISBN 978-2728306664.